# Liliana Matthäus
Kristina Liliana Matthäus (* 11. Dezember 1987 in Kiew als Kristina Liliana Tschudinowa) ist ein ukrainisch-deutsches Model und It-Girl. Bekanntheit erlangte sie durch ihre Ehe mit dem Ex-Fußballspieler Lothar Matthäus. Seit der Trennung nennt sie sich auch Liliana Nova.

## Leben
Ihr Vater ist der Eishockeyspieler Sergejs Čudinovs. Weil dieser 1992 zum EV Ravensburg wechselte, zog die Familie nach Deutschland.
Mit 14 Jahren gewann sie ihren ersten Fotomodellwettbewerb. 
2007 lernte die damalige Gymnasiastin Lothar Matthäus kennen, was für erhebliche Berichterstattung in der Regenbogenpresse sorgte. Das Paar heiratete am 1. Januar 2009 in Las Vegas, die Scheidung erfolgte am 2. Februar 2011. 
Matthäus stand bei der Agentur Louisa Models unter Vertrag. Dieser wurde jedoch seitens der Agentur im August 2010 beendet. Nach der Trennung von Lothar Matthäus zog sie nach New York und ist dort als Model tätig. Im September 2013 trat sie bei der New York Fashion Week auf.  Im März 2015 zog sie von New York nach Los Angeles, um dort die Lee Strasberg Schauspielschule zu besuchen. Im Mai 2015 sicherte sie sich ihre erste Filmrolle in einem Remake des Horrorfilms Blood Feast.

## Fernsehen
Liliana Matthäus nahm 2011 mit dem Profitänzer Massimo Sinato an der vierten Staffel von Let's Dance teil und erreichte dort den vierten Platz. Im selben Jahr suchte sie in der Sendereihe Lilianas Model-Schule Nachwuchsmodels; die Folgen wurden im Rahmen der RTL-Sendung Punkt 12 ausgestrahlt. Es folgten weitere Auftritte in den Fernsehsendungen Das perfekte Promi-Dinner und Promi Shopping Queen. 2013 nahm sie an Heidi Klums Castingshow Project Runway teil. 2015 wirkte sie im Musikvideo All Your Fault von Kanye West mit.

## Filmografie
- 2016: Blood Feast – Blutiges Festmahl (Blood Feast)
- 2017: Sharknado 5: Global Swarming[15]